# Мерзорг
Мерзорг (нід. Meerzorg, сур. Ansoe) — комуна в окрузі Коммевейне в Суринамі, передмістя Парамарибо. Місто розташоване на східному березі річки Сурінам, навпроти Парамарибо.

## Історія
Мерзорг був заснований як плантація. Він став відомий після захоплення плантації французами в 1712 році і за перший експорт кави з колонії.
Раніше, жителі Парамарибо чи Мерзорга мали плисти на поромі, щоб потрапити до іншогл берега річки. Але після завершення будівництва моста Жюля Вейденбоса у 2000, Мерзорг швидко розквіт.
Крім того, в Мерзорзі є кінотеатр в стилі ар-деко, побудований з дерева, новий басейн і інтернет-кафе. У Мерзорзі розташований центральний автовокзал в окрузі Коммевейні.